# Wilhelm Koch (Künstler)
Wilhelm Koch (* 1960 in Etsdorf bei Freudenberg in der Oberpfalz) ist ein deutscher Kommunikationsdesigner und Künstler.

## Werdegang
Koch studierte von 1981 bis 1986 Kommunikationsdesign an der Fachhochschule Würzburg-Schweinfurt in Würzburg. Zum Kunststudium wechselte er 1986 an die Akademie der Bildenden Künste München, wo er bis 1989 studierte. Die Städelschule in Frankfurt am Main besuchte er von 1989 bis 1991 als Meisterschüler von Ulrich Rückriem. 1987 gründete er zusammen mit anderen Künstlern die Freie Klasse München.
Seit 1994 arbeitet er in einem Designbüro in Amberg. 2003/2004 hatte er einen Lehrauftrag an der Akademie der Bildenden Künste München.

## Werke

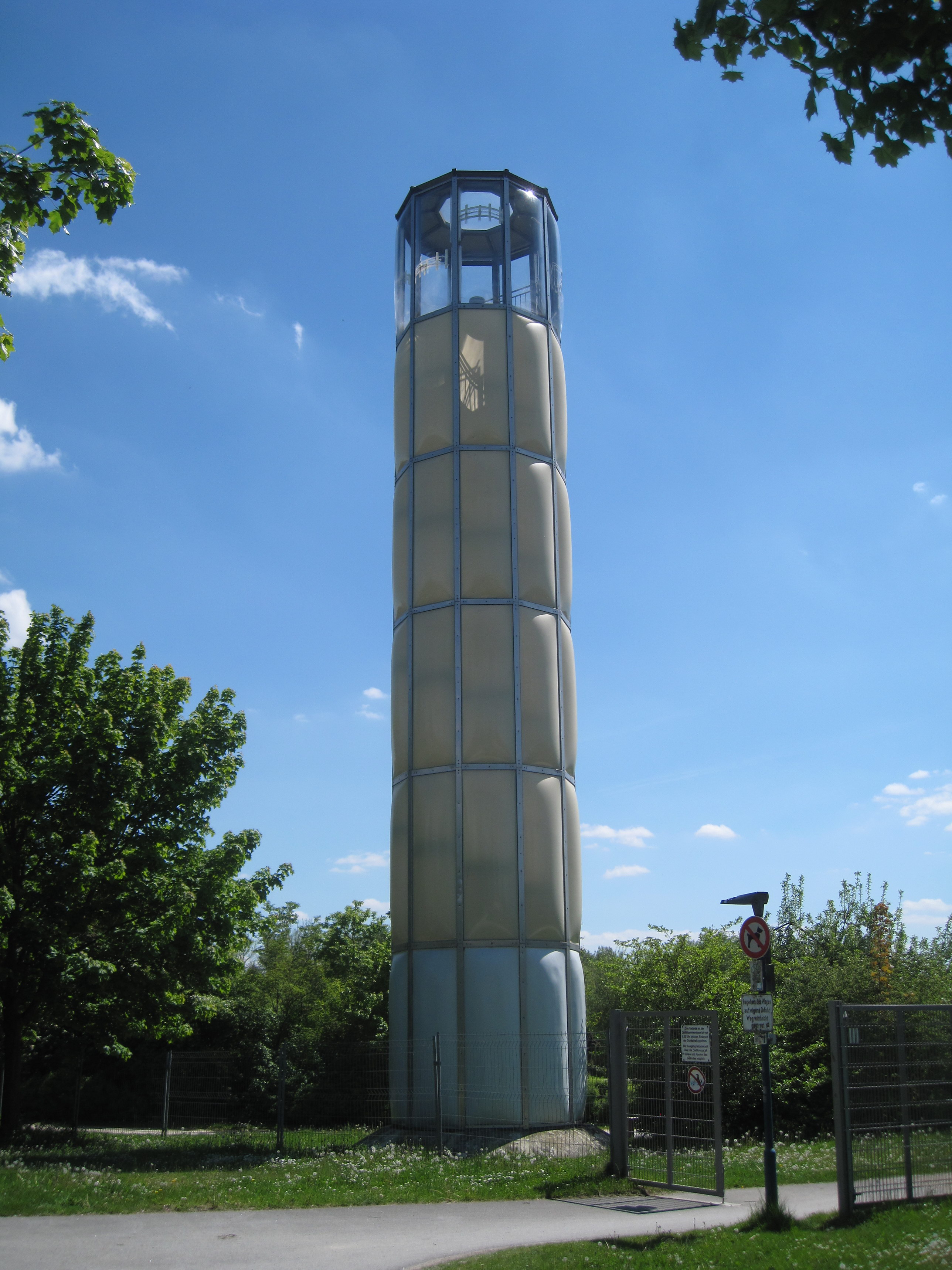
Vesuna-Turm in Amberg

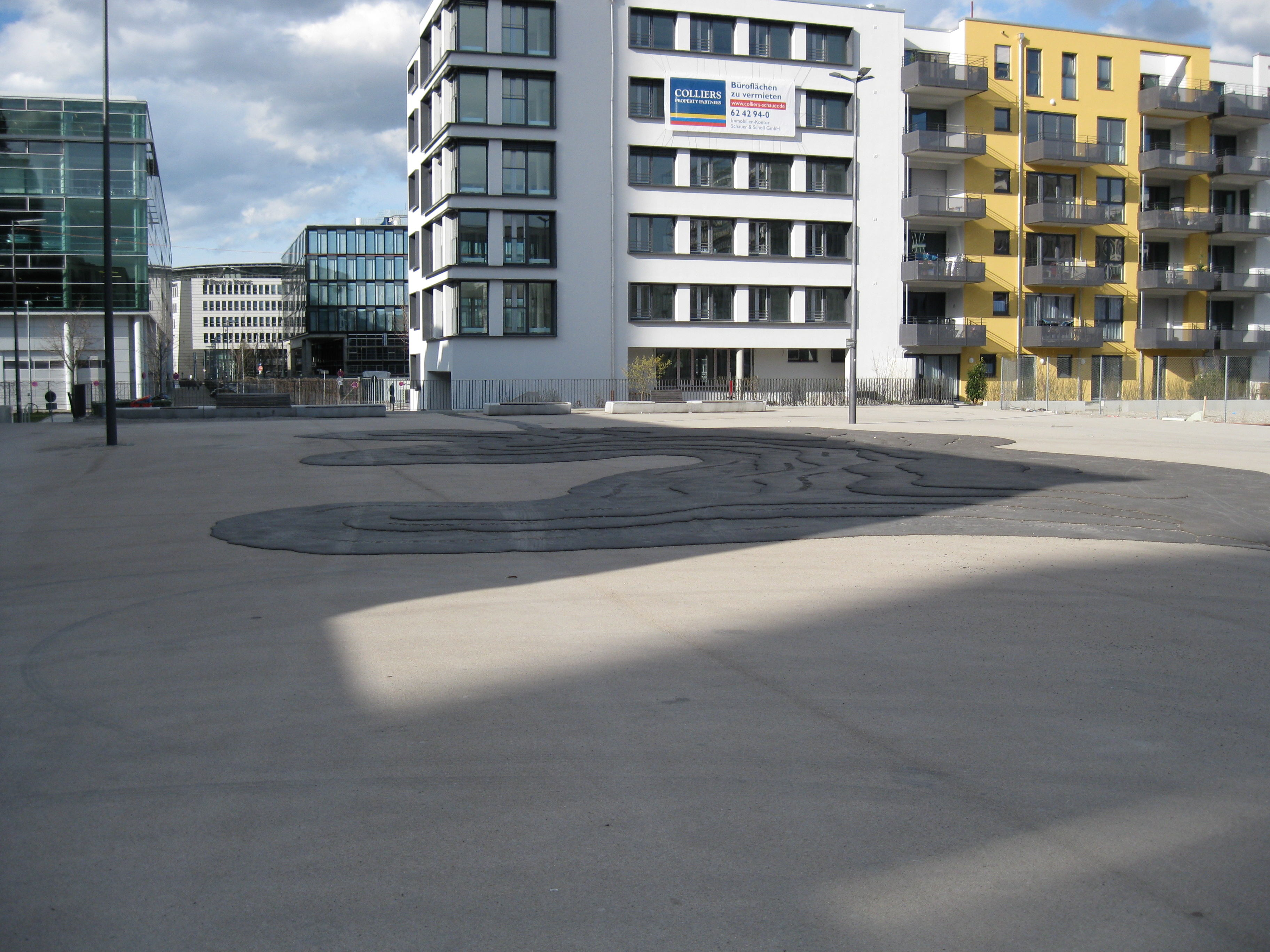
Asphaltsee in München

Seit 1984 ist Koch auf Ausstellungen und durch Kunst im öffentlichen Raum vertreten, insbesondere mit Plastiken und Installationen, pneumatischen Objekten, Grafiken, Videoarbeiten, durch Architekturprojekte und Aktionen. Zu seinen Projekten zählen der Bau einer „Glyptothek“ in seinem Heimatort Etsdorf, das Luftmuseum in Amberg, die „Asphaltkapelle“ in Etsdorf und der „Asphaltsee“ in München. Weitere Werke sind der „Monte Hirschschau Brunnen“ in Hirschau und der „EinStein-Brunnen“ in Etsdorf.

### Vesuna-Turm in Amberg
Die Stahlkonstruktion mit Wendeltreppe auf Betonfundament und Plexiglasverkleidung entstand im Rahmen der Landesgartenschau Amberg 1996 und gehört zum Amberger Skulpturenweg.
Der Turm hat einen Durchmesser von 3,60 Meter und ist 18 Meter hoch. Als Vorbild diente der Turm von Vesunna. Der französische Schauspieler Pierre Brice, dessen Frau aus Amberg stammte, übernahm die Schirmherrschaft. Der Vesuna-Turm entstand als Zeichen der deutsch-französischen Freundschaft und Städtepartnerschaft zwischen Périgueux und Amberg.

### Asphaltkapelle bei Etsdorf
Seit 2002 steht die Asphaltkapelle. Sie besteht ausschließlich aus Gussasphalt. Anlässlich der Oberbayerischen Kulturtage in Altötting wurde sie 2001 konzipiert und am Waldrand bei Etsdorf errichtet. Jährlich finden „Asphaltkapellenfeste“ statt. Der „Christbaumkugelhimmel“ in der Kapelle ist alle zwei Jahre zur Weihnachtszeit zu sehen.
Auf dem Weg zur Asphaltkapelle entsteht seit 2009 der „Kreuze-Weg“. Die Kreuzobjekte wurden und werden von Künstlern, Designern und Architekten speziell für diesen Ort gestaltet.

### Asphaltsee in München
Der ca. 400 m² große Asphaltsee im Arnulfpark in München-Neuhausen entstand 2007. Das großflächige Bodenrelief aus Gussasphalt ist Rainer Werner Fassbinder gewidmet. Das Projekt wurde im Rahmen der Entwicklung des Arnulfparks realisiert und ist eine Schenkung von Vivico München. 60 Tonnen heißer Gussasphalt wurden verarbeitet und alle 43 Filmtitel, 11 Theaterstücke und Hörspiele von Fassbinder wurden in den Asphalt geprägt.

### Luftmuseum in Amberg
Das Luftmuseum in Amberg wurde 2006 auf Initiative von Wilhelm Koch gegründet. Träger ist der gemeinnützige Verein Luftmuseum e. V. Das Museum bietet auf drei Stockwerken mit 750 m² Ausstellungsfläche Schauräume rund um das Thema Luft. Die Stadt Amberg stellt das historische Klösterl mietfrei zur Verfügung und wurde mit der Eröffnung des Luftmuseums zum Luftkunstort.

### Tempel-Museum und Glyptothek

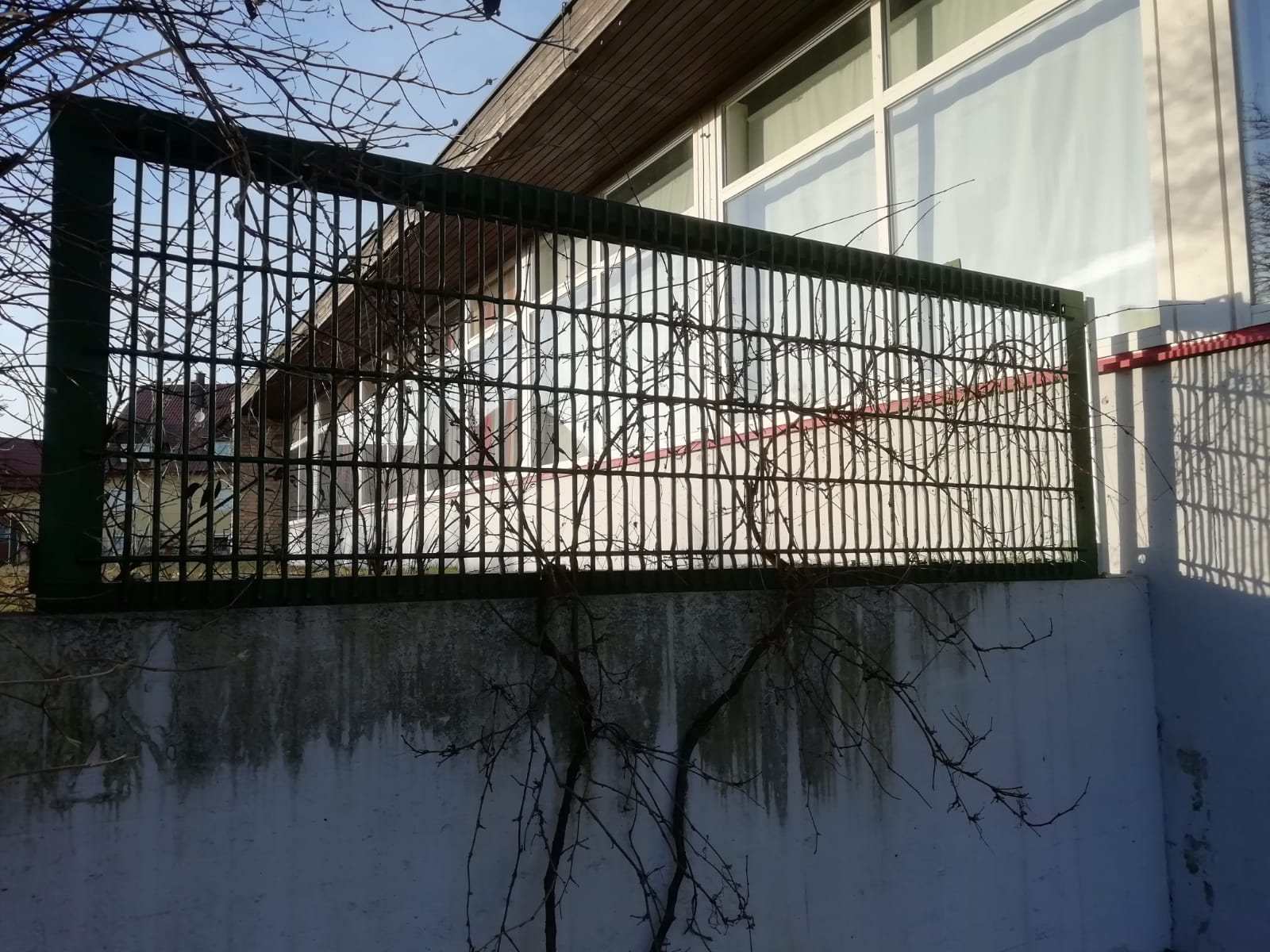
WAA-Bauzaunelement

2010 wurde ein von Koch initiierte „Tempel-Museum“ in Etsdorf eröffnet. Das Museum befindet sich im ehemaligen Schulgebäude von Etsdorf. Das Haus ist als Impulsprojekt für die geplante „Glyptothek Etsdorf“ zu verstehen, einem Gemeinschaftswerk, das mit historischen Bezügen zum Aphaiatempel und zur Walhalla als Symbol für 2500 Jahre Demokratie und für den Europäischen Gedanken stehen soll. Im Museum gibt es eine Dauerausstellung und Sonderausstellungen mit Kunstwerken zum Thema Europa. Die Glyptothek Etsdorf soll als ein sichtbares Zeichen und ein Treffpunkt für den europäischen Gedanken auf einer Anhöhe errichtet werden.
2018 wurde vor dem Tempel-Museum Etsdorf ein originales Bauzaunelement der Wiederaufarbeitungsanlage Wackersdorf installiert. Koch hatte es über ebay erworben.

### Reiterstandbild von Angela Merkel (2021–2023)

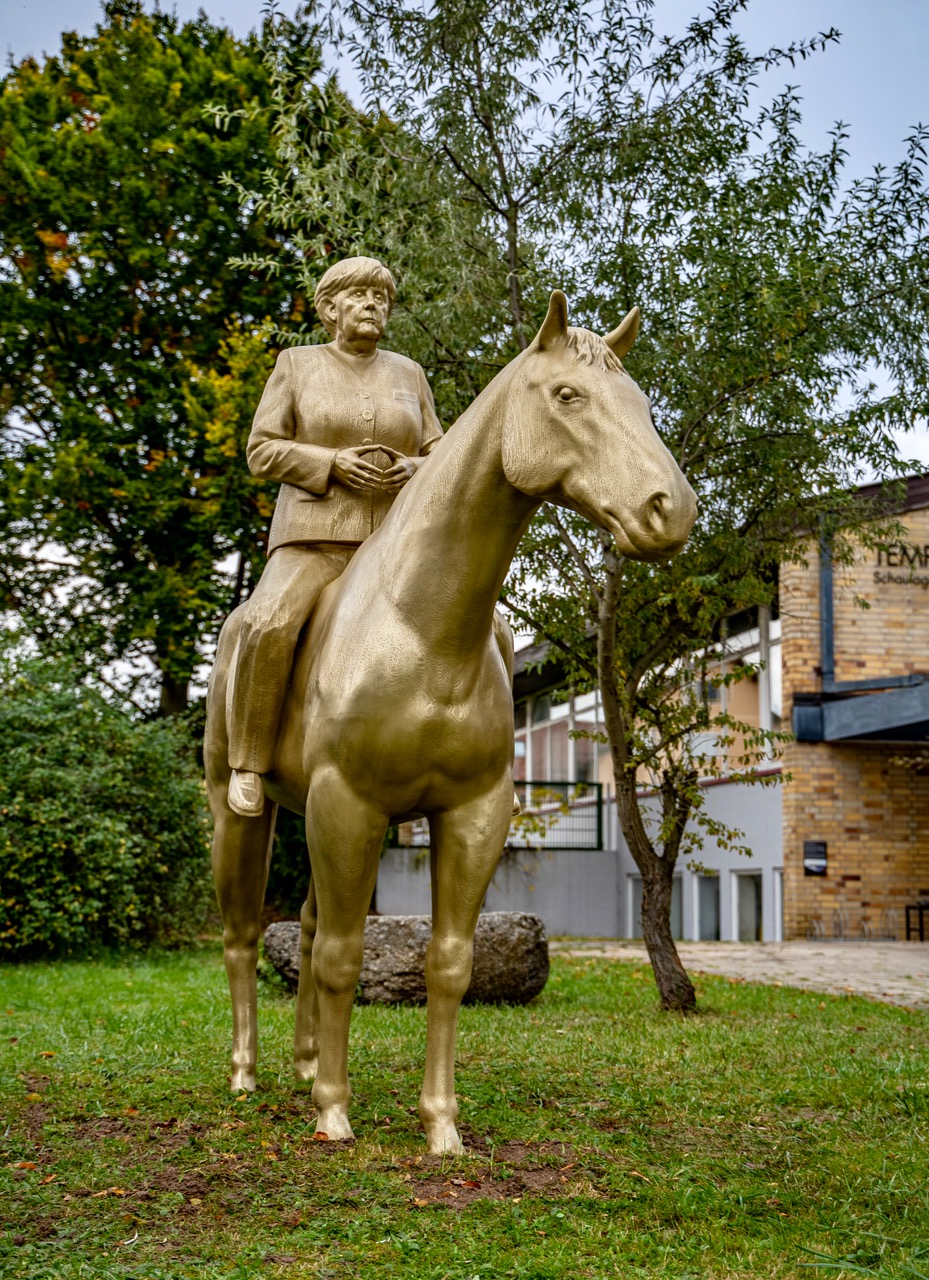
Reiterstandbild Angela Merkel, Etsdorf, 2021, 2023 zusammengebrochen

Als „ambivalente Plastik“ präsentierte er 2021 in seinem Heimatort das Reiterstandbild Angela Merkel, das die deutsche Bundeskanzlerin in typischem Hosenanzug und mit Merkel-Raute auf einer American-Quarter-Horse-Stute zeigt. Das 2,7 Meter hohe, rund 1,5 Tonnen schwere, lebensgroße Objekt wurde im 3D-Druck aus Leichtbeton hergestellt und mit Goldfarbe überzogen. Es brach 2023 zusammen. Der Oberkörper hingegen hat überlebt und wird seitdem im Inneren des Tempel-Museums ausgestellt.

## Auszeichnungen
- 2001: Kulturpreis des Bezirks Oberpfalz
- 2008: Kulturpreis Bayern
- 2011: Förderpreis der Internationalen Bodenseekonferenz für „Innovative Kulturvermittlung“
- 2017: Kulturpreis der Stadt Amberg

## Ausstellungen
- 1990: Kunstverein Ingolstadt